# BHR 71
BHR 71 – mała ciemna mgławica znajdująca się w konstelacji Muchy. Mgławica ta jest odległa o około 600 lat świetlnych od Ziemi, a rozciąga się na obszarze około 1 roku świetlnego.
Ciemna mgławica BHR 71 jest globulą Boka, wewnątrz której znajdują się dwa źródła promieniowania podczerwonego i radiowego HH 320 oraz HH 321. Źródła te uważa się za dwie położone bardzo bliskie siebie gwiazdy w zarodkach powstające w układzie podwójnym. Większość gwiazd Drogi Mlecznej jest częścią układów podwójnych, lecz bardzo rzadko takie gwiazdy były obserwowane w trakcie powstawania. Oba gwiezdne zarodki tracą ogromne ilości materii w procesie kurczenia się. HH 320 ma większy wypływ masy i jest prawdopodobnie otoczony masywnym dyskiem utworzonym z wyrzuconej wcześniej materii. Pomimo że obiekt ten jest niewidoczny optycznie, jasność powstającej w nim gwiazdy jest 10 razy większa od jasności Słońca. Ta protogwiazda wytworzyła dżet, który wymiótł pusty obszar w BHR 71, widoczny w świetle widzialnym. Mgławica ta stanowi rzadką okazję badania procesu powstawania gwiazd.